# Детенюк, Ольга Игоревна
Ольга Игоревна Детенюк (род. 23 июня 1993, Владивосток) — российская пловчиха и тренер. Один из основателей спортивного клуба «Цунами».

## Карьера
Свой первый титул на дистанции 200 м брассом Ольга Детенюк завоевала на юношеском чемпионате мира по плаванию 2008 года в Монтеррее (Мексика), установив рекорд соревнований — 2:25.19. Перед своим олимпийским дебютом в пятнадцатилетнем возрасте она показала второе время — 2:26.15, уступив Юлии Ефимовой, что обеспечило ей прямой отбор в олимпийскую сборную по плаванию, а на чемпионате России в том же году в Москве проскользнула под отсечкой FINA A (2:28.20).
На летних Олимпийских играх 2008 года в Пекине Детенюк выступала в качестве одиночной российской пловчихи на дистанции 200 м брассом. Плывя вместе с Ефимовой в четвертом заплыве, Детенюк пыталась держаться за четырьмя лидерами на протяжении всей дистанции, но на финишной прямой заняла седьмое место с результатом 2:27.87. Не прошла в полуфинал с разрывом в 0,6 секунды, разделив двадцатое место с британкой Кирсти Бальфур в предварительном забеге.
На летних юношеских Олимпийских играх 2010 года в Сингапуре Детенюк завоевала серебряную медаль в эстафете 4×100 метров со временем 4:11.07, уступив победившей австралийской четверке почти две секунды.